# Poisson-main tacheté
Brachionichthys hirsutus
Espèce
Statut de conservation UICN

 CR A1cde : 
En danger critique
Les poissons-main tachetés (Brachionichthys hirsutus) sont des poissons de la famille des Brachionichthyidae, qui se déplacent à deux pattes et non à la nage.
Ils mesurent jusqu'à 15 cm de long. Ils vivent au sud-ouest de l'océan Pacifique et sont endémiques à la Tasmanie et à l'Australie.
Ils sont menacés d'extinction depuis l'introduction accidentelle d'une espèce d'étoile de mer (Asterias amurensis) qui se nourrit de leurs œufs.
Smooth Handfish Extinction Marks a Sad Milestone
For the first time the IUCN Red List has officially declared a marine fish alive in modern times to be extinct